# Maxwell’s Silver Hammer
Maxwell’s Silver Hammer – trzeci utwór zespołu The Beatles z albumu studyjnego Abbey Road skomponowany przez Paula McCartneya.

## Twórcy
- Paul McCartney – wokal, pianino, syntezator Mooga
- George Harrison – wokal, gitara elektryczna i basowa
- Ringo Starr – perkusja
- George Martin – organy Hammonda